# استون ساور
استون ساور (Stone Sour) یک گروه راک امریکایی از دی موین، آیووا بود که از سال ۲۰۰۶ با کوری تیلور (خواننده، گیتار، پیانو)، جیم روت(گیتار لید، کیبورد)، جاش رند(گیتار ریتم)، کریستین مارتوچی(باس) و روی میورگا(درامز) در حال فعالیت می‌کرد. جول اکمن، درامر اصلی گروه در سال ۲۰۰۶ گروه را ترک کرد. گروه سال ۱۹۹۲ شکل گرفت و پنج سال دست به اجرای موسیقی زد تا کوری و جیم به اسلیپ نات پیوستند. اعضای گروه دوباره در سال ۲۰۰۲ به هم پیوستند.
استون ساور تا به حال سه آلبوم استودیویی منتشر کرده است. آلبوم "Stone Sour" برای گروه نامزد شدن دو جایزه گرمی "بهترین اجرای متال" را برای آهنگ "Get insid" و "Inhale" را به همراه داشت. آهنگ "۳۰/۳۰-۱۵۰" نیز نامزد دریافت جایزه "بهترین اجرای متال" شده است.

## اعضای گروه
- کوری تیلور- خواننده
- جاش رند - گیتار
- شان اکونوماکی - باس
- روی میورگا - درامز

اعضای پیشین
- جول اکمن - درامز
- جیم روت-گیتار

## آلبوم‌ها
- Stone Sour 2002
- Come what(ever)may 2004
- Audio Secrecy 2010
- house of gold and bones 2012
- 2013 house of gold and bones part II
- 2016 Hydrograd